# Kaštel Lippeo
Kaštel Lippeo je stara utvrda koja se nalazila u Kaštel Kambelovcu. 
Godine 1516. splitski plemić Petar Cambio (Kambi), sin Jerolima dobio je odobrenje od splitskog kneza za izgradnju utvrde na hridi dužine 14,4 metra i širine 6 metara. Petar je sagradio kaštel, mostom ga povezao s kopnom, a na obali formirao naselje Tikvarin (danas dio Kaštel Kambelovca). Kako nije imao muških potomaka, kaštel je dospio u posjed njegove sestre Margarite Lippeo. Pod nazivom Lippeo spominje se od 1598. do 1656. godine, kada ga kupuje obitelj Dudan iz Splita.
Utvrda nije sačuvana, na temelju Barbijerijeva crteža iz 1754. godine, kaštel je pripadao tipu utvrde tzv. utvrđena kuća poput sačuvanih kaštela Rosani i Tartaglia. To su dvokatne građevine pravokutnog tlocrta koji sa sjevera imaju obilježje utvrde, a s juga raskošne rezidencije. 